# Сава Николов
Сава Илиев Николов е български опълченец (1877 – 1878)  от Македония.

## Биография
Роден е 1850 година в село Кокошине, Кумановско, тогава в Османската империя, днес в Северна Македония.
Участва като доброволец в Сръбско-турската война от 1876 година.
Постъпва в Българското опълчение и на 16 май 1877 година е зачислен в V дружина, IV рота. Служи до 2 юли 1878 година.
След Освобождението остава в Свободна България. Работи като стражар в Казанлък.
През 1923 година е обявен за почетен гражданин на Габрово заедно с останалите живи по това време опълченци, известни на габровци.
Умира след 1934 година.